# Коријандер
Коријандер (лат. Coriandrum sativum) је једногодишња биљка из породице Apiaceae. Расте до 50 cm у висини, расте у јужној Европи, северној Африци, и југозападној Азији.

## Употреба
У европској кухињи се употребљава семе, док у јужноамеричкој и азијској листови који се припремају као зеље. Свежи листови имају снажну арому мошуса и лимуна. Јако горког укуса су и користе се за гарнирање јела и као додатак умацима, салатама и сиру. Свеже млевени плодови додатак су пециву, јелима од купуса, махунастом поврћу и тикви. Зрели осушени плодови дају ароматични укус и употребљавају се у припреми многих јела, посебно печених, а један је од састојака кари прашка и зачина за медењаке. Употребљава се и за допуњавање пива, ликера, компота, маринада и колача. Етерично уље коријандера употребљава се у производњи парфема. Има и лековита својства побољшава апетит, варење и ублажава грчеве и желудачне тегобе.